# Pavia
Pavia este un oraș în Italia. Situat în Lombardia, în nordul Italiei, pe râul Ticino.

## Locuri și monumente

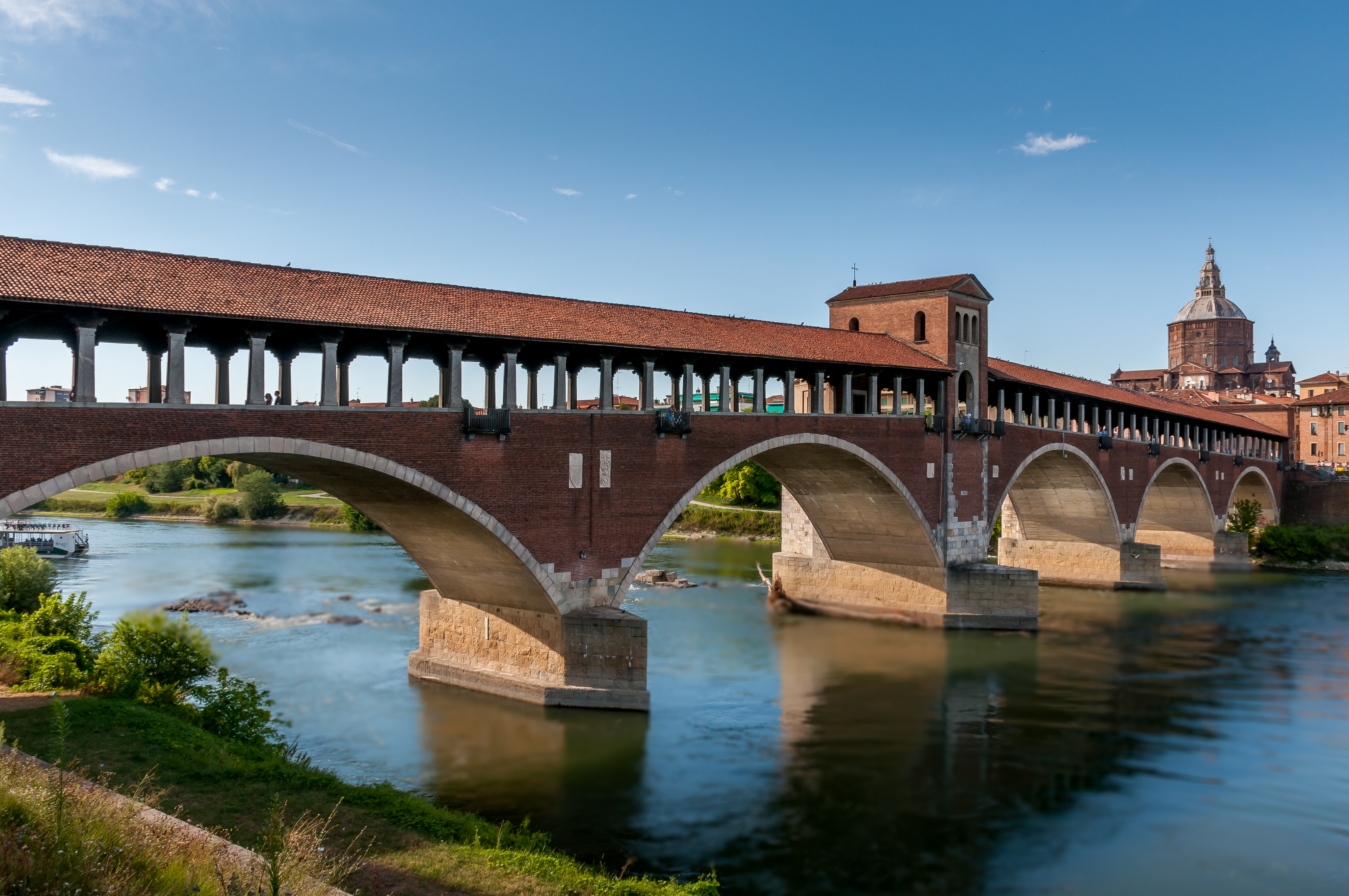
Podul vechi din Pavia

## Demografie
Pavia - evoluția demografică

|  | Graficele sunt indisponibile din cauza unor probleme tehnice. Mai multe informații se găsesc la Phabricator și la wiki-ul MediaWiki. |

Date: Recensăminte sau birourile de statistică - grafică realizată de Wikipedia

## Personalități născute aici
- Gian Galeazzo Visconti (1531 - 1402), om de stat, reprezentant al Casei de Visconti.